# Canton de Cholet-2
Le canton de Cholet-2 est une circonscription électorale française située dans le département de Maine-et-Loire et la région Pays de la Loire.

## Histoire
Le canton de Cholet-1 a été créé par décret du 23 juillet 1973 redécoupant les cantons de Cholet-Est et Cholet-Ouest en trois cantons.
Le nouveau découpage territorial pour le département de Maine-et-Loire est défini par le décret du 26 février 2014. La composition du canton est alors remodelée, avec une entrée en vigueur au renouvellement des assemblées départementales de mars 2015. Il comprend dès lors la partie de la commune de Cholet non incluse dans le canton de Cholet-1 et les communes de Cernusson, Les Cerqueux, Les Cerqueux-sous-Passavant, Chanteloup-les-Bois, Cléré-sur-Layon, Coron, La Fosse-de-Tigné, Maulévrier, Mazières-en-Mauges, Montilliers, Nuaillé, Nueil-sur-Layon, Passavant-sur-Layon, La Plaine, Saint-Paul-du-Bois, Somloire, Tancoigné, La Tessoualle, Tigné, Toutlemonde, Trémentines, Trémont, Vezins, Vihiers, Yzernay.

## Représentation

### Représentation de 1973 à 2015
Le canton de Cholet-2 est la circonscription électorale servant à l'élection des conseillers généraux, membres du conseil général de Maine-et-Loire.
| Période | Période | Identité                            | Étiquette       | Qualité |
| ------- | ------- | ----------------------------------- | --------------- | --- |
| 1973    | 1988    | Maurice Ligot                       | CNI puis UDF    | Administrateur civil retraité Député (1973-1976 et 1978-2002) Maire de Cholet (1965-1995) Secrétaire d’État (1976-1978) Ancien conseiller général du Canton de Cholet-Est (1967-1973) |
| 1988    | 1992    | Jacquelin Ligot (fils du précédent) | UDF             | |
| 1992    | 2004    | Jean-Louis Belouard                 | DVD puis UDF-FD | Ancien directeur de la Chambre de commerce et d'industrie Maire de Maulévrier (1983-2001)                                                                                             |
| 2004    | 2015    | Jean-Pierre Chavassieux             | DVD puis UDI    | Professeur horticole Maire de Maulévrier (2001-2020) |

### Représentation depuis 2015
À partir du renouvellement des assemblées départementales de 2015, le canton devient la circonscription électorale servant à l'élection des conseillers départementaux, membres du conseil départemental de Maine-et-Loire.
| Période élective | Période élective | Mandat | Mandat   | Identité                   | Nuance | Nuance | Qualité |
| ---------------- | ---------------- | ------ | -------- | -------------------------- | ------ | ------ | --- |
| 2015             | 2021             | 2015   | 2021     | Jean-Pierre Chavassieux    |        | UDI    | Ancien professeur horticole Maire de Maulévrier (2001- ) - Président de la Communauté de communes du Bocage |
| 2015             | 2021             | 2015   | 2021     | Myriam Dubois-Besson       |        | UDI    | Chef d'entreprise retraitée - Ancienne maire de Coron (1989-2014)                                           |
| 2021             | 2028             | 2021   | en cours | Natacha Poupet Bourdouleix |        | DVD    | Conseillère en immobilier, adjointe au maire de Cholet                                                      |
| 2021             | 2028             | 2021   | en cours | Xavier Testard             |        | DVD    | Comptable et fiscaliste agricole, maire de Coron                                                            |

### Résultats détaillés

#### Élections de mars 2015
Lors des élections départementales de 2015, le binôme composé de Jean-Pierre Chavassieux et Myriam Dubois-Besson (Union de la Droite) est élu au premier tour avec 58,61 % des voix. Le taux de participation est de 46,63 % (14 811 votants sur 31 766 inscrits) contre 49,68 % au niveau départemental et 50,17 % au niveau national.

#### Élections de juin 2021
Le premier tour des élections départementales de 2021 est marqué par un très faible taux de participation (33,26 % au niveau national). Dans le canton de Cholet-2, ce taux de participation est de 28,42 % (9 107 votants sur 32 046 inscrits) contre 29,36 % au niveau départemental. À l'issue de ce premier tour, deux binômes sont en ballottage : Natacha Poupet Bourdouleix et Xavier Testard (DVD, 51,38 %) et Franck Charruau et Martine Guerry (Union à gauche avec des écologistes, 21,26 %).
Le second tour des élections est marqué une nouvelle fois par une abstention massive équivalente au premier tour. Les taux de participation sont de 34,36 % au niveau national, 30,37 % dans le département et 28,3 % dans le canton de Cholet-2. Natacha Poupet Bourdouleix et Xavier Testard (DVD) sont élus avec 67,55 % des suffrages exprimés (5 749 voix pour 9 137 votants et 32 287 inscrits),,. 

## Composition

### Composition de 1973 à 2015
Le canton comprenait :

Carte du canton en 2014.

- les communes des Cerqueux-de-Maulévrier, Chanteloup-les-Bois, Maulévrier, Mazières-en-Mauges, Nuaillé, Toutlemonde, Trémentines, Vezins et Yzernay ;
- la portion de territoire de la ville de Cholet déterminée par l'axe des voies ci-après : route départementale no 200 de Cholet à Maulévrier, rue de Lorraine, rue Sadi-Carnot, rue Nationale, boulevard Gustave-Richard, place de la République, boulevard Hérault, chemin partant du boulevard Hérault et conduisant à l'aérodrome jusqu'à la limite de la ville.

### Composition depuis 2015
Lors du redécoupage cantonal de 2014, le canton de Cholet-2 se composait d'une fraction de la ville de Cholet et de vingt-cinq communes. 
À la suite de la fusion, au 1er janvier 2016, des communes de Les Cerqueux-sous-Passavant, La Fosse-de-Tigné, Nueil-sur-Layon, Tancoigné, Tigné, Trémont et Vihiers pour former la commune nouvelle de Lys-Haut-Layon, le canton comprend désormais :
1. dix-neuf communes entières,
2. la partie de la commune de Cholet non incluse dans le canton de Cholet-1.

| Nom                            | Code Insee | Intercommunalité        | Superficie (km2) | Population (dernière pop. légale)                | Densité (hab./km2) | Modifier                                    |
| ------------------------------ | ---------- | ----------------------- | ---------------- | ------------------------------------------------ | ------------------ | ------------------------------------------- |
| Cholet (bureau centralisateur) | 49099      | CA Cholet Agglomération | 87,47            | Fraction : 11 429 (2022) Commune : 54 074 (2022) | 618                | modifier les données · modifier les données |
| Cernusson                      | 49057      | CA Cholet Agglomération | 8,45             | 329 (2022)                                       | 39                 | modifier les données · modifier les données |
| Les Cerqueux                   | 49058      | CA Cholet Agglomération | 13,86            | 892 (2022)                                       | 64                 | modifier les données · modifier les données |
| Chanteloup-les-Bois            | 49070      | CA Cholet Agglomération | 27,47            | 712 (2022)                                       | 26                 | modifier les données · modifier les données |
| Cléré-sur-Layon                | 49102      | CA Cholet Agglomération | 21,74            | 345 (2022)                                       | 16                 | modifier les données · modifier les données |
| Coron                          | 49109      | CA Cholet Agglomération | 31,49            | 1 575 (2022)                                     | 50                 | modifier les données · modifier les données |
| Lys-Haut-Layon                 | 49373      | CA Cholet Agglomération | 178,86           | 7 722 (2022)                                     | 43                 | modifier les données · modifier les données |
| Maulévrier                     | 49192      | CA Cholet Agglomération | 33,42            | 3 206 (2022)                                     | 96                 | modifier les données · modifier les données |
| Mazières-en-Mauges             | 49195      | CA Cholet Agglomération | 8,90             | 1 257 (2022)                                     | 141                | modifier les données · modifier les données |
| Montilliers                    | 49211      | CA Cholet Agglomération | 26,34            | 1 229 (2022)                                     | 47                 | modifier les données · modifier les données |
| Nuaillé                        | 49231      | CA Cholet Agglomération | 13,23            | 1 454 (2022)                                     | 110                | modifier les données · modifier les données |
| Passavant-sur-Layon            | 49236      | CA Cholet Agglomération | 4,91             | 128 (2022)                                       | 26                 | modifier les données · modifier les données |
| La Plaine                      | 49240      | CA Cholet Agglomération | 22,16            | 1 016 (2022)                                     | 46                 | modifier les données · modifier les données |
| Saint-Paul-du-Bois             | 49310      | CA Cholet Agglomération | 26,58            | 600 (2022)                                       | 23                 | modifier les données · modifier les données |
| Somloire                       | 49336      | CA Cholet Agglomération | 31,83            | 875 (2022)                                       | 27                 | modifier les données · modifier les données |
| La Tessoualle                  | 49343      | CA Cholet Agglomération | 21,21            | 3 178 (2022)                                     | 150                | modifier les données · modifier les données |
| Toutlemonde                    | 49352      | CA Cholet Agglomération | 12,63            | 1 316 (2022)                                     | 104                | modifier les données · modifier les données |
| Trémentines                    | 49355      | CA Cholet Agglomération | 34,06            | 3 078 (2022)                                     | 90                 | modifier les données · modifier les données |
| Vezins                         | 49371      | CA Cholet Agglomération | 18,02            | 1 750 (2022)                                     | 97                 | modifier les données · modifier les données |
| Yzernay                        | 49381      | CA Cholet Agglomération | 40,66            | 1 829 (2022)                                     | 45                 | modifier les données · modifier les données |
| Canton de Cholet-2             | 4913       |                         |                  | 43 920 (2022)                                    |                    | modifier les données                        |

## Démographie

### Évolution démographique

#### Démographie avant 2015
| 1975 | 1982 | 1990   | 1999   | 2006   | 2011   | 2012   |
| ---- | ---- | ------ | ------ | ------ | ------ | ------ |
| -    | -    | 23 927 | 25 123 | 26 115 | 26 574 | 26 583 |

#### Démographie depuis 2015
En 2022, le canton comptait 43 920 habitants, en évolution de −0,43 % par rapport à 2016 (Maine-et-Loire : +2,12 %, France hors Mayotte : +2,11 %).
| 2013   | 2018   | 2022   |
| ------ | ------ | ------ |
| 43 682 | 44 136 | 43 920 |

### Âge de la population
En 2010, le canton de Cholet-2 comptait 26 299 habitants, soit une augmentation de 4,7 % par rapport à la population de 1999 qui était de 25 123 habitants.
La pyramide des âges, à savoir la répartition par sexe et âge de la population, du canton de Cholet-2 en 2009 ainsi que, comparativement, celle du département de Maine-et-Loire la même année sont représentées avec les graphiques ci-dessous.
La population du canton comporte 50,6 % d'hommes et 49,4 % de femmes. Elle présente en 2009 une structure par grands groupes d'âge légèrement plus jeune que celle de la France métropolitaine. 
Il existe en effet 141 jeunes de moins de 20 ans pour cent personnes de plus de 60 ans, soit un indice de jeunesse de 1,41, alors que pour la France cet indice est de 1,06. L'indice de jeunesse du canton est également supérieur à celui  du département (1,18) et à celui de la région (1,1).
| Hommes | Classe d’âge | Femmes |
| ------ | ------------ | ------ |
| 0,3    | 90 ans ou +  | 0,8    |
| 5,2    | 75 à 89 ans  | 7,7    |
| 12,3   | 60 à 74 ans  | 12,7   |
| 21,2   | 45 à 59 ans  | 20,9   |
| 21,6   | 30 à 44 ans  | 20,7   |
| 17,1   | 15 à 29 ans  | 16,2   |
| 22,4   | 0 à 14 ans   | 21,0   |

| Hommes | Classe d’âge | Femmes |
| ------ | ------------ | ------ |
| 0,4    | 90 ans ou +  | 1,2    |
| 6,5    | 75 à 89 ans  | 9,6    |
| 12,4   | 60 à 74 ans  | 13,4   |
| 19,9   | 45 à 59 ans  | 19,3   |
| 20,1   | 30 à 44 ans  | 19,0   |
| 19,9   | 15 à 29 ans  | 18,8   |
| 20,8   | 0 à 14 ans   | 18,7   |